# Magento Go
Magento Go — це своєрідна область рішень на базі електронної комерції, яка також включає в себе всі функції, для вебхостингу. Цей проект був запущений в лютому 2011 року з метою підтримки малого бізнесу без установки програмного забезпечення. Оновлений Magento Go має безліч вбудованих модулів і може додати розширення Magento для отримання додаткової функціональності, алей для мінімального налаштування платформи. На відміну від Magento Community та Magento Enterprise, Magento Go розміщується безпосередньо від самого Magento, так що клієнтам не потрібно турбуватися навіть про хостинг вебсторінок. Остання версія Magento Go — 1.1.2.3,,була випущена 28 березня 2014.